# Henri Joseph Anastase Perrotin
| Odkryte planetoidy: 6 | Odkryte planetoidy: 6 |
| --------------------- | --------------------- |
| (138) Tolosa          | 19 maja 1874          |
| (149) Medusa          | 21 września 1875      |
| (163) Erigone         | 26 kwietnia 1876      |
| (170) Maria           | 10 stycznia 1877      |
| (180) Garumna         | 29 stycznia 1878      |
| (252) Clementina      | 11 października 1885  |

Henri Joseph Anastase Perrotin (ur. 19 grudnia 1845, zm. 29 lutego 1904) – francuski astronom. Niektóre źródła podają jego drugie imię w zapisie Athanase. Znany jest też jako Henri Perrotin oraz Joseph Perrotin.

## Życiorys
W początkach kariery, wraz z Guillaume’em Bigourdanem był pomocnikiem Félixa Tisseranda w obserwatorium w Tuluzie. W roku 1884 został dyrektorem Observatoire de Nice (Nicea, Francja), którą to funkcję pełnił do śmierci. Obserwował Marsa i próbował ustalić okres rotacji Wenus. Jest odkrywcą 6 planetoid.
Krater Perrotin na Marsie został nazwany na jego cześć, podobnie jak asteroida (1515) Perrotin.